# Karpatiosorbus
Genre
Classification GRIN
Karpatiosorbus est un genre de plantes à fleurs de la famille des Rosaceae.

## Description
Ce sont de petits arbres ou arbustes à feuilles simples, de couleur blanchâtre à grisâtre ou verdâtre en dessous, avec 7 à 12 paires de nervures latérales, avec des lobes petits à proéminents, plutôt aigus, avec un nombre variable de dents. Les fleurs ont des pétales blancs et deux ou trois styles. Les fruits sont assez gros, jaunâtres, ou orange-brun rougeâtre, avec de nombreuses grandes lenticelles.

## Répartition
Ce genre est représenté en Europe et en Algérie.

## Taxinomie
Ce genre a été décrit en 2017 pour regrouper les espèces hybridogènes issues de croisements stables entre les genres Aria et Torminalis. Le nom est dédicacé au botaniste hongrois Zoltán Kárpáti (d), spécialiste des Sorbus. L'espèce type est Karpatiosorbus latifolia.
Karpatiosorbus a pour synonymes,, :
- Sorbus subgen. Tormaria Májovský & Bernátová, 2001
- Sorbus sect. Tormaria (Májovský & Bernátová) P.D.Sell, 2014 nom. inval.
- ×Tormaria Mezhenskyj, 2012

## Liste des espèces
Selon Plants of the World online (POWO) (7 avril 2024) :
- Karpatiosorbus acutiserrata (C.Németh) Sennikov & Kurtto
- Karpatiosorbus adamii (Kárpáti) Sennikov & Kurtto
- Karpatiosorbus adeana (N.Mey.) Sennikov & Kurtto
- Karpatiosorbus admonitor (M.Proctor) Sennikov & Kurtto
- Karpatiosorbus albensis (M.Lepší, Boubl¡k, P.Lepší & Vít) Sennikov & Kurtto
- Karpatiosorbus alnifrons (Kovanda) Sennikov & Kurtto
- Karpatiosorbus amici-petri (Mikoláš) Sennikov & Kurtto
- Karpatiosorbus andreanszkyana (Kárpáti) Sennikov & Kurtto
- Karpatiosorbus badensis (Düll) Sennikov & Kurtto
- Karpatiosorbus bakonyensis (Jáv.) Sennikov & Kurtto
- Karpatiosorbus balatonica (Kárpáti) Sennikov & Kurtto
- Karpatiosorbus barabitsii (C.Németh) Sennikov & Kurtto
- Karpatiosorbus barrandienica (Vít, M.Lepší & P.Lepší) Sennikov & Kurtto
- Karpatiosorbus barthae (Kárpáti) Sennikov & Kurtto
- Karpatiosorbus bodajkensis (Barabits) Sennikov & Kurtto
- Karpatiosorbus bohemica (Kovanda) Sennikov & Kurtto
- Karpatiosorbus borosiana (Kárpáti) Sennikov & Kurtto
- Karpatiosorbus bristoliensis (Wilmott) Sennikov & Kurtto
- Karpatiosorbus cochleariformis (Meierott) Sennikov & Kurtto
- Karpatiosorbus concavifolia (C.Németh) Sennikov & Kurtto
- Karpatiosorbus cordigastensis (N.Mey.) Sennikov & Kurtto
- Karpatiosorbus croceocarpa (P.D.Sell) Sennikov & Kurtto
- Karpatiosorbus decipientiformis (Kárpáti) Sennikov & Kurtto
- Karpatiosorbus degenii (Jáv.) Sennikov & Kurtto
- Karpatiosorbus devoniensis (E.F.Warb.) Sennikov & Kurtto
- Karpatiosorbus dolomiticola (Mikoláš) Sennikov & Kurtto
- Karpatiosorbus dominii (Kárpáti) Sennikov & Kurtto
- Karpatiosorbus dracofolia (C.Németh) Sennikov & Kurtto
- Karpatiosorbus eugenii-kelleri (Kárpáti) Sennikov & Kurtto
- Karpatiosorbus eximia (Kovanda) Sennikov & Kurtto
- Karpatiosorbus eystettensis (N.Mey.) Sennikov & Kurtto
- Karpatiosorbus fischeri (N.Mey.) Sennikov & Kurtto
- Karpatiosorbus franconica (Bornm.) Sennikov & Kurtto
- Karpatiosorbus futakiana (Kárpáti) Sennikov & Kurtto
- Karpatiosorbus gayeriana (Kárpáti) Sennikov & Kurtto
- Karpatiosorbus gemella (Kovanda) Sennikov & Kurtto
- Karpatiosorbus gerecseensis (Boros & Kárpáti) Sennikov & Kurtto
- Karpatiosorbus haesitans (Meierott) Sennikov & Kurtto
- Karpatiosorbus herbipolitana (Meierott) Sennikov & Kurtto
- Karpatiosorbus holubyana (Kárpáti) Sennikov & Kurtto
- Karpatiosorbus hoppeana (N.Mey.) Sennikov & Kurtto
- Karpatiosorbus houstoniae (T.C.G.Rich) Sennikov & Kurtto
- Karpatiosorbus hybrida (Borkh.) Sennikov & Kurtto
- Karpatiosorbus joannis (Kárpáti) Sennikov & Kurtto
- Karpatiosorbus karpatii (Boros) Sennikov & Kurtto
- Karpatiosorbus klasterskyana (Kárpáti) Sennikov & Kurtto
- Karpatiosorbus kmetiana (Kárpáti) Sennikov & Kurtto
- Karpatiosorbus latifolia (Lam.) Sennikov & Kurtto
- Karpatiosorbus magocsyana (Kárpáti) Sennikov & Kurtto
- Karpatiosorbus meierottii (N.Mey.) Sennikov & Kurtto
- Karpatiosorbus mergenthaleriana (N.Mey.) Sennikov & Kurtto
- Karpatiosorbus meyeri (S.Hammel & Haynold) Sennikov & Kurtto
- Karpatiosorbus milensis (M.Lepší, Boublík, P.Lepší & Vít) Sennikov & Kurtto
- Karpatiosorbus omissa (Velebil) Sennikov & Kurtto
- Karpatiosorbus paxiana (Jáv.) Sennikov & Kurtto
- Karpatiosorbus pelsoensis (C.Németh) Sennikov & Kurtto
- Karpatiosorbus perlonga (Meierott) Sennikov & Kurtto
- Karpatiosorbus polgariana (C.Németh) Sennikov & Kurtto
- Karpatiosorbus portae-bohemicae (M.Lepší, Boubl¡k, P.Lepší & Vít) Sennikov & Kurtto
- Karpatiosorbus pseudobakonyensis (Kárpáti) Sennikov & Kurtto
- Karpatiosorbus pseudolatifolia (Boros) Sennikov & Kurtto
- Karpatiosorbus pseudosemi-incisa (Boros) Sennikov & Kurtto
- Karpatiosorbus pseudovertesensis (Boros) Sennikov & Kurtto
- Karpatiosorbus puellarum (Meierott) Sennikov & Kurtto
- Karpatiosorbus ratisbonensis (N.Mey.) Sennikov & Kurtto
- Karpatiosorbus redliana (Kárpáti) Sennikov & Kurtto
- Karpatiosorbus remensis (Cornier) Sennikov & Kurtto
- Karpatiosorbus rhodanthera (Kovanda) Sennikov & Kurtto
- Karpatiosorbus rhombiformis (C.Németh) Sennikov & Kurtto
- Karpatiosorbus schnizleiniana (N.Mey.) Sennikov & Kurtto
- Karpatiosorbus schuwerkiorum (N.Mey.) Sennikov & Kurtto
- Karpatiosorbus sellii (T.C.G.Rich) Sennikov & Kurtto
- Karpatiosorbus semi-incisa (Borbás) Sennikov & Kurtto
- Karpatiosorbus seyboldiana (S.Hammel & Haynold) Sennikov & Kurtto
- Karpatiosorbus simonkaiana (Kárpáti) Sennikov & Kurtto
- Karpatiosorbus slovenica (Kovanda) Sennikov & Kurtto
- Karpatiosorbus subcuneata (Wilmott) Sennikov & Kurtto
- Karpatiosorbus tauricola (Zaik. ex Sennikov) Sennikov & Kurtto
- Karpatiosorbus tobani (C.Németh) Sennikov & Kurtto
- Karpatiosorbus udvardyana (Somlyay & Sennikov) Sennikov & Kurtto
- Karpatiosorbus vallerubusensis (C.Németh) Sennikov & Kurtto
- Karpatiosorbus vallusensis (C.Németh) Sennikov & Kurtto
- Karpatiosorbus vertesensis (Boros) Sennikov & Kurtto
- Karpatiosorbus veszpremensis (Barabits) Sennikov & Kurtto
- Karpatiosorbus zertovae (Kárpáti) Sennikov & Kurtto